# Władysław Dąbrowski (architekt)
Władysław Dąmbrowski (ur. 1854 w Paciunach, zm. 13 lutego 1917 w Moskwie) – polski architekt, od 1890 roku projektujący w Odessie, po 1912 działający w Moskwie. 

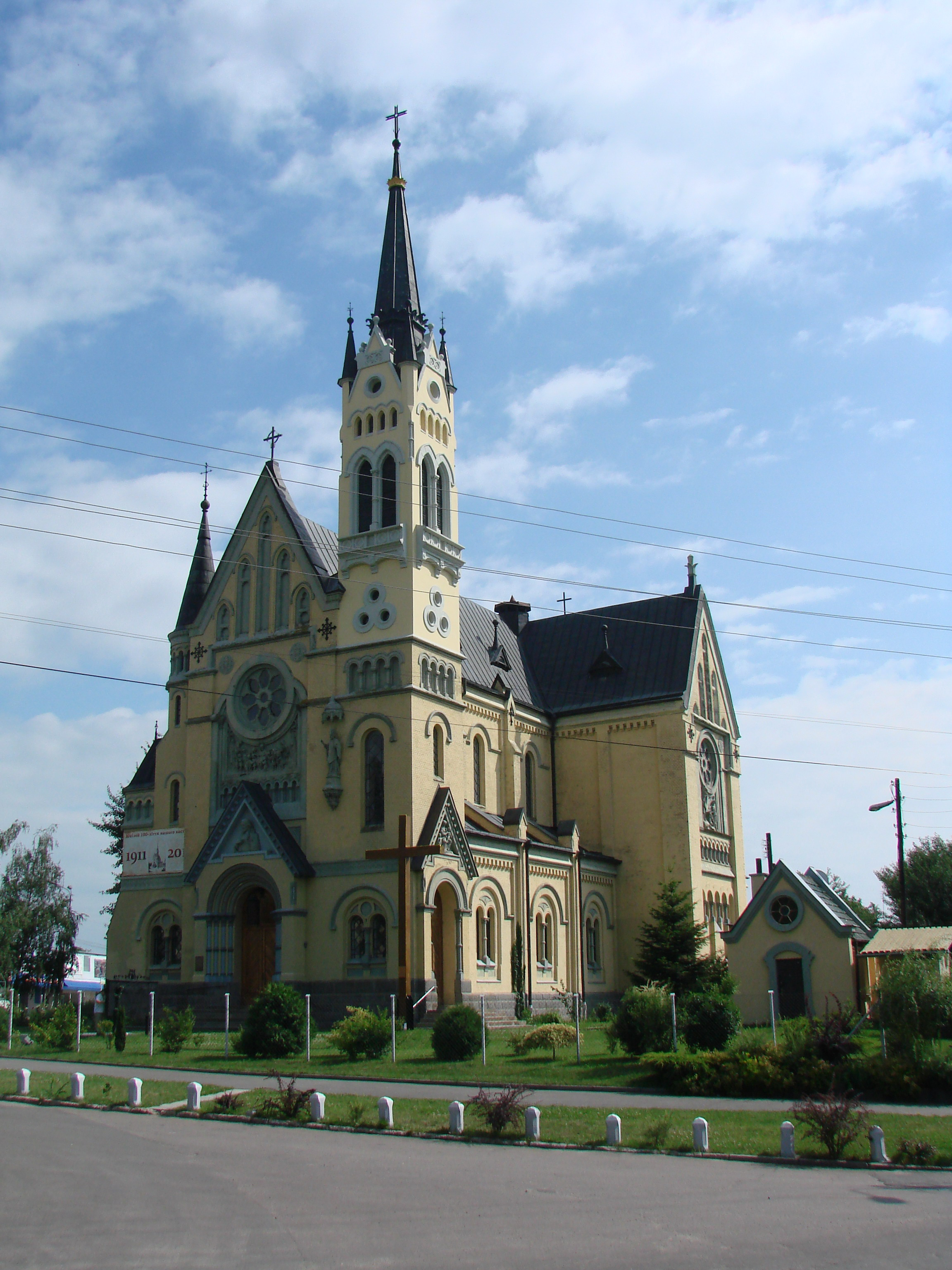
Kościół w Fastowie

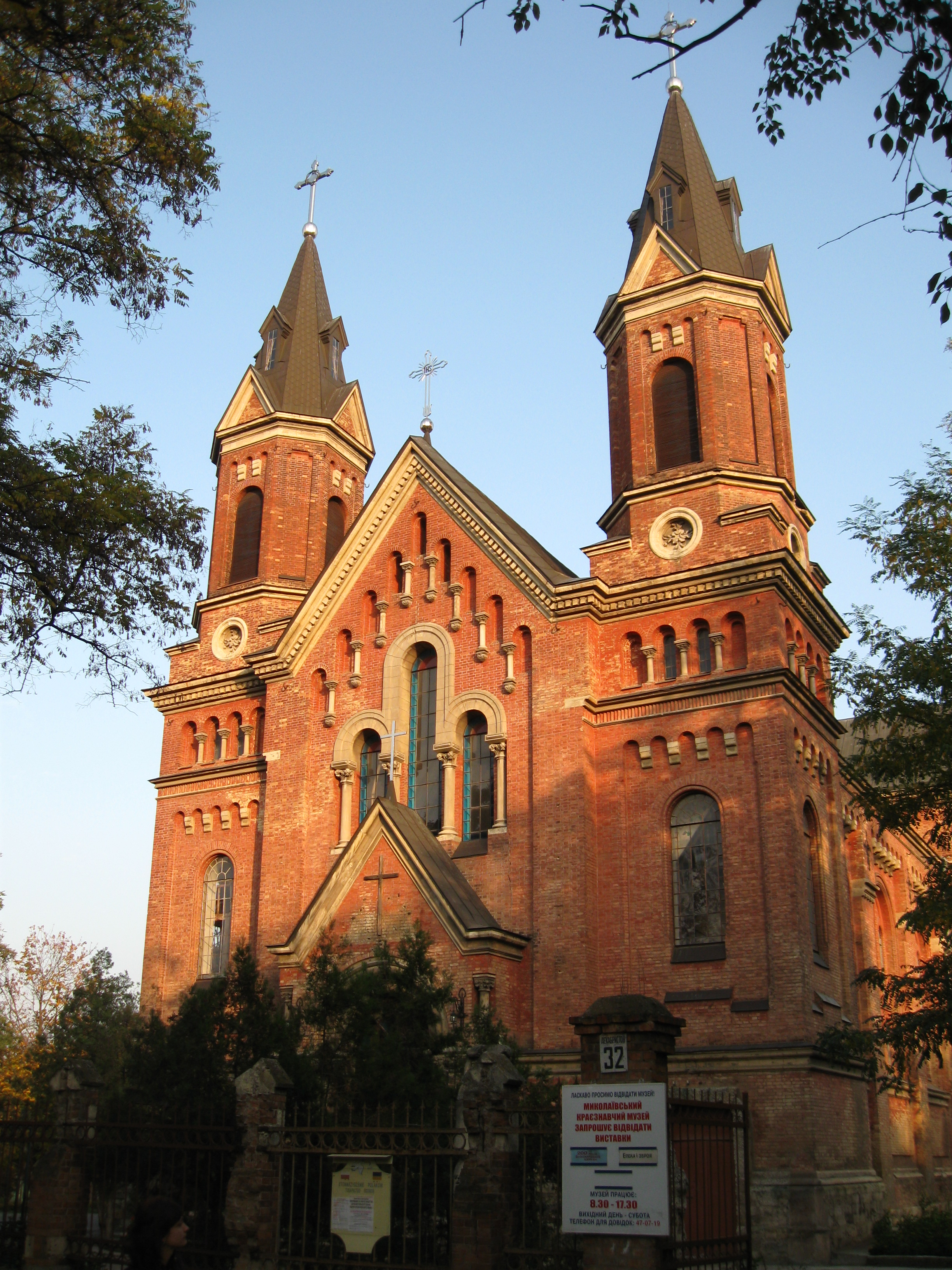
Kościół w Mikołajowie

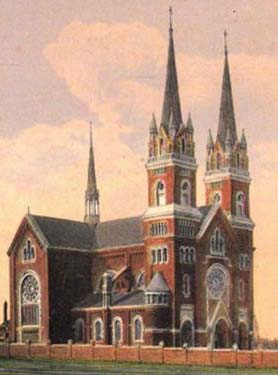
Kościół św. Klemensa w Odessie (nieistniejący)

## Życiorys
Urodził się w 1854 roku w guberni kowieńskiej w rodzinie architekta Aleksandra Dąbrowskiego. Wykształcenie zdobył na Politechnice w Rydze i Akademii Sztuk Pięknych w Petersburgu, którą ukończył w 1886 roku. Po ukończeniu szkoły jako młodszy architekt został wysłany do Chersonia. Od 1890 roku mieszkał w Odessie, gdzie od 1896 roku projektował i pracował dla miasta. Po 1911 roku pracował w Moskwie, gdzie zmarł w 1917 roku. Jego syn Zygmunt Dąmbrowski (1883–1953) także został architektem. Drugi syn Mieczysław Dąmbrowski urodził się w 1897 roku. 

### Projekty w Chersoniu
- teatr
- sąd okręgowy[1]

### Projekty w Odessie
- W związku z planami budowy szpitala w 1900 urząd miasta Odessy wysłał Władysława Dąbrowskiego na zagraniczną delegację w celu zapoznania się z najnowszą wiedzą dotyczącą projektowania szpitali. Na bazie zdobytych doświadczeń Dąbrowski rozpoczął prace nad projektem szpitala głównego miasta Odessy na Słobódce. Na terenie szpitala do 1904 roku zbudowano wg koncepcji Dąmbrowskiego na dużym obszarze liczne gmachy i pawilony z m.in. prosektorium, kostnicą, kaplicą ekumeniczną[1].

- budynek poczty miejskiej, ul. Sadowa 10 (1894–1898)[1]
- dom na wynajem Worgaft na rogu ulicy Kowalskiej i Uspieńskiej będący jednym z najwcześniejszych w Odessie budynków w stylu modernizmu (1903)[1]

### Projekty w Moskwie
- kamienica przy Krywoarbatskiej 12 (1912–1914)
- kamienica Babajewa

### Projekty kościołów
Zaprojektował kościoły rzymsko-katolickie w Mikołajowie i Fastowie oraz kościół św. Klemensa w Odessie z zabudową przykościelną. Przebudował Katedrę św. Zofii w Żytomierzu.  

## Galeria

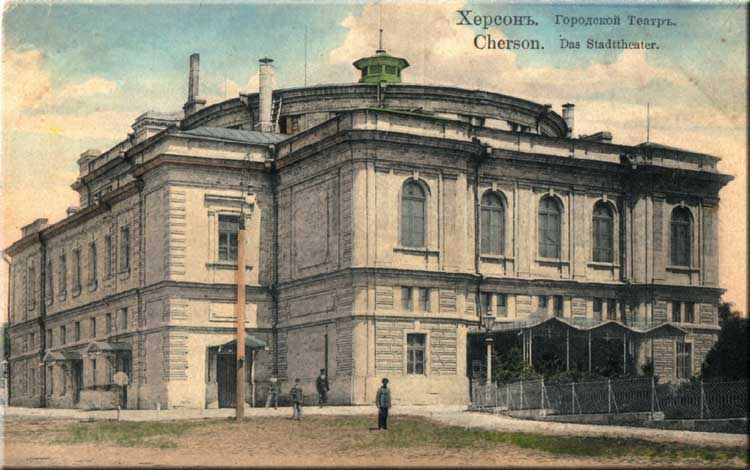
Teatr w Chersoniu
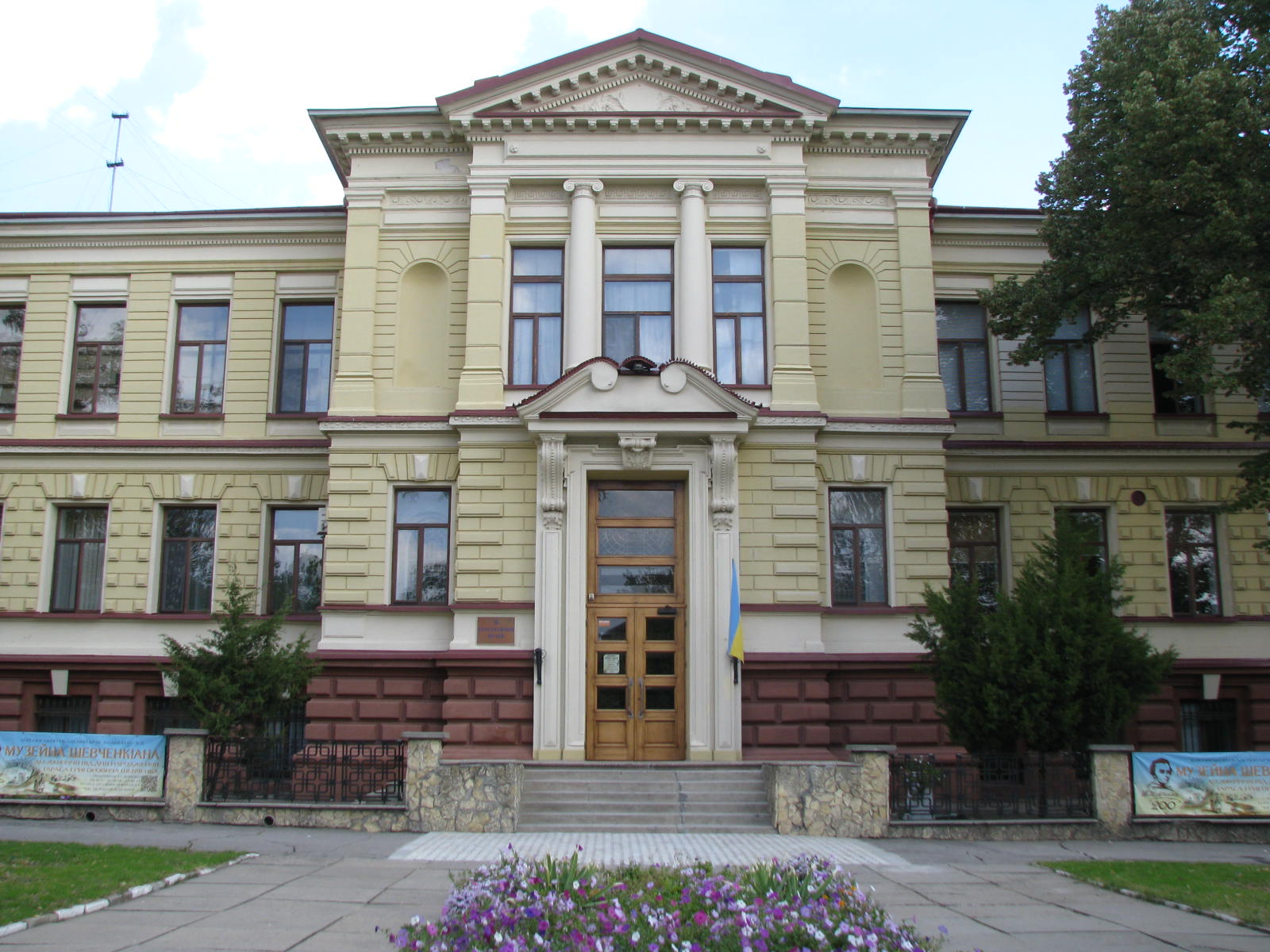
Sąd w Chersoniu
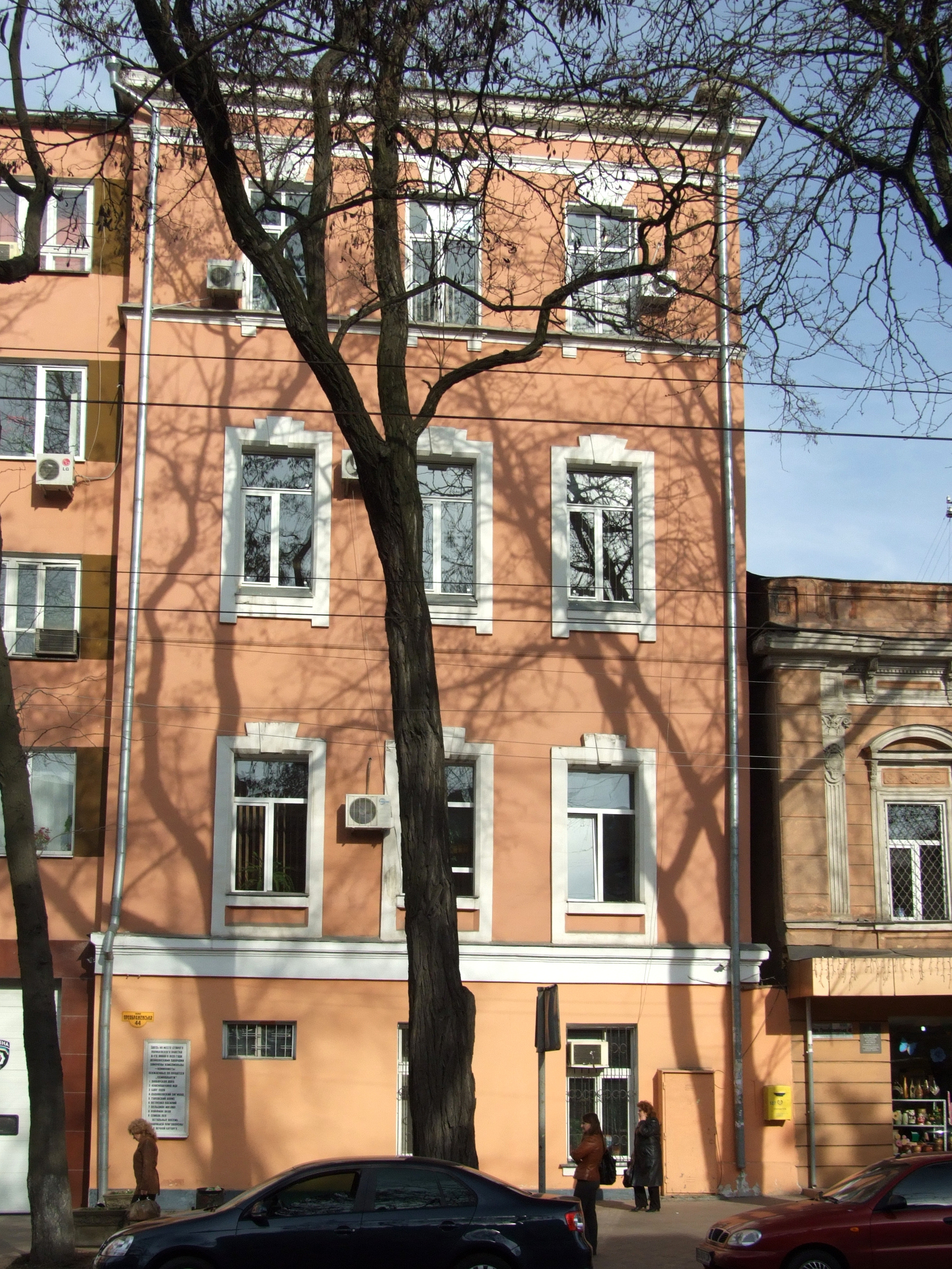
Skrzydło budynku policji
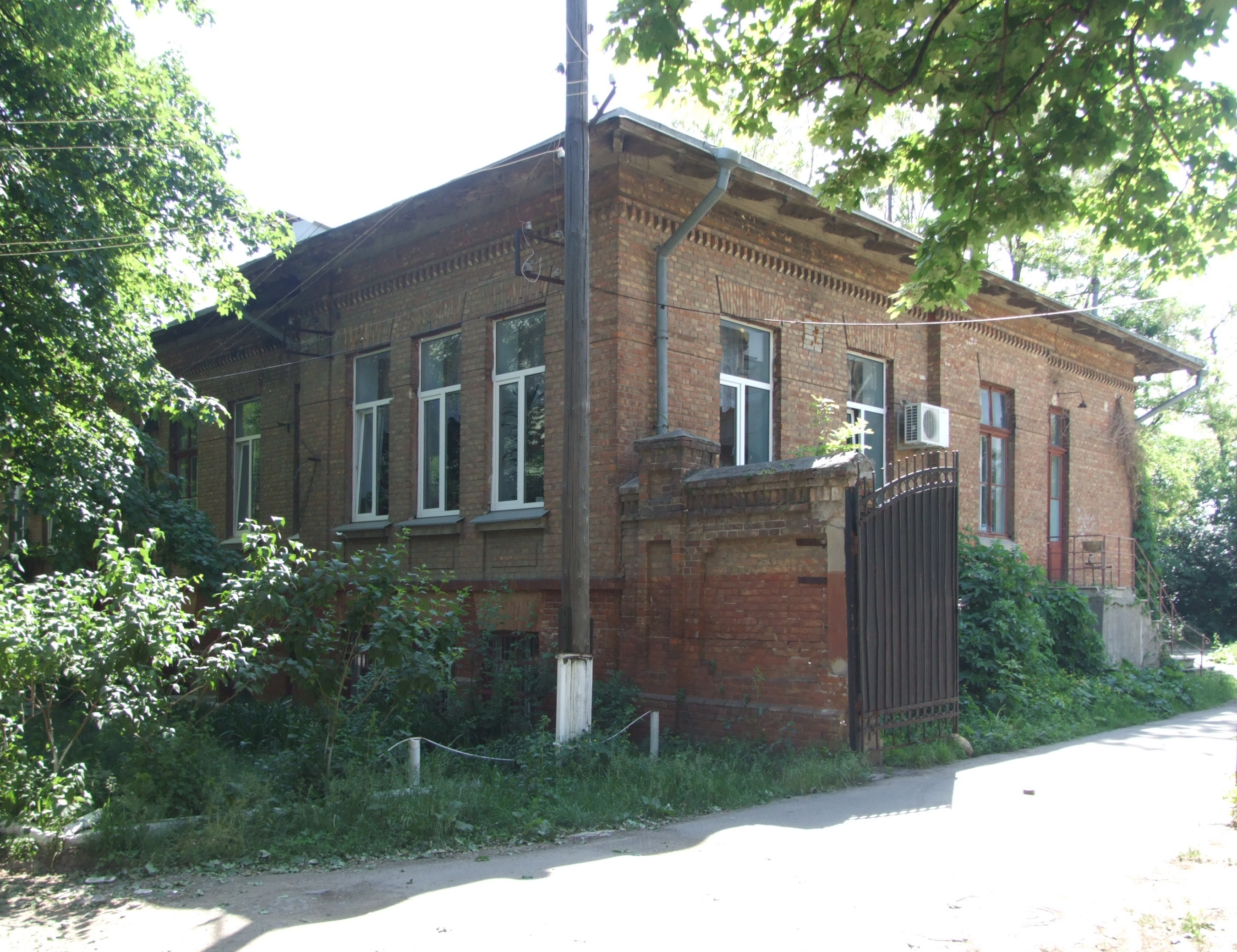
Prosektorium szpitala w Odessie
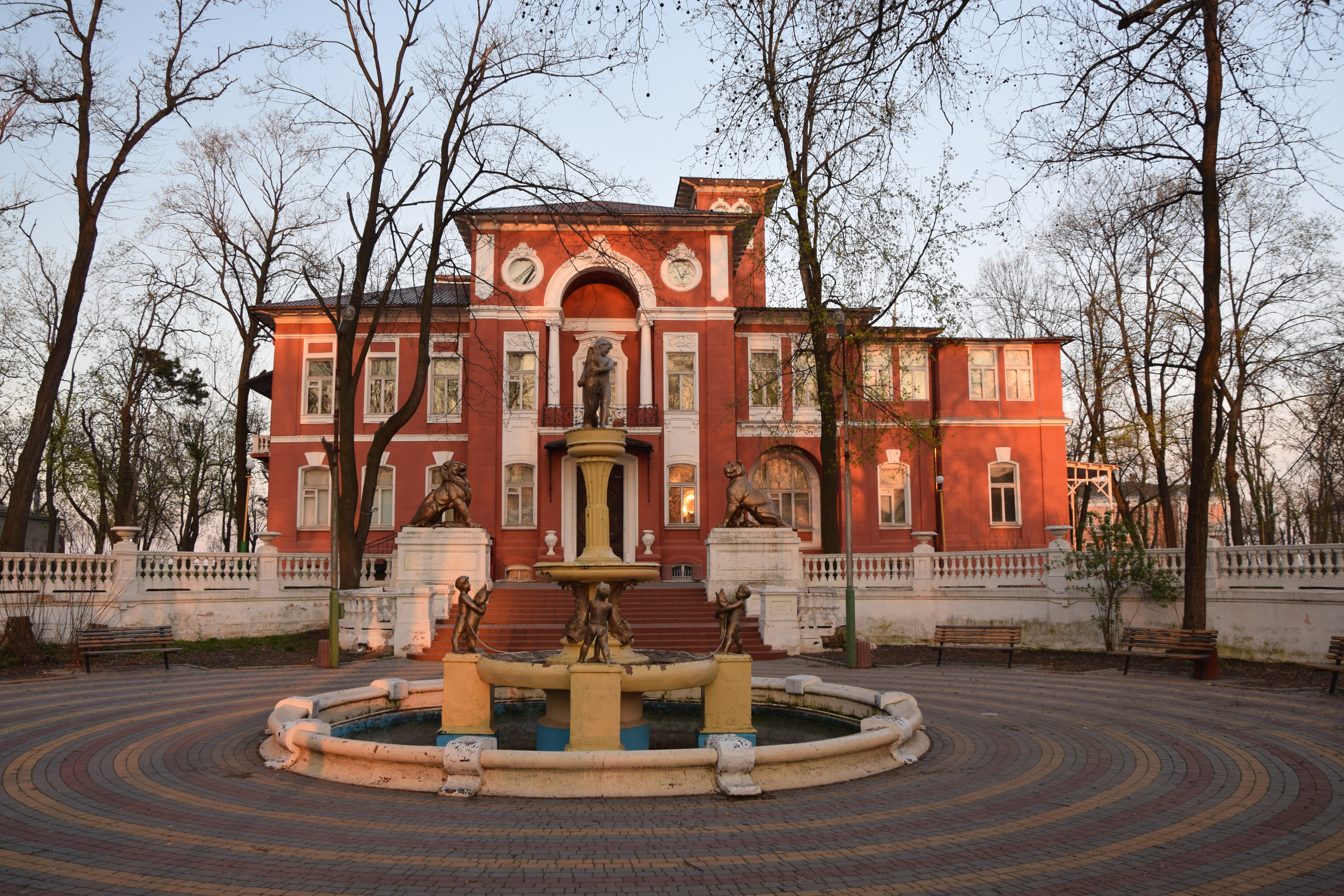
Willa
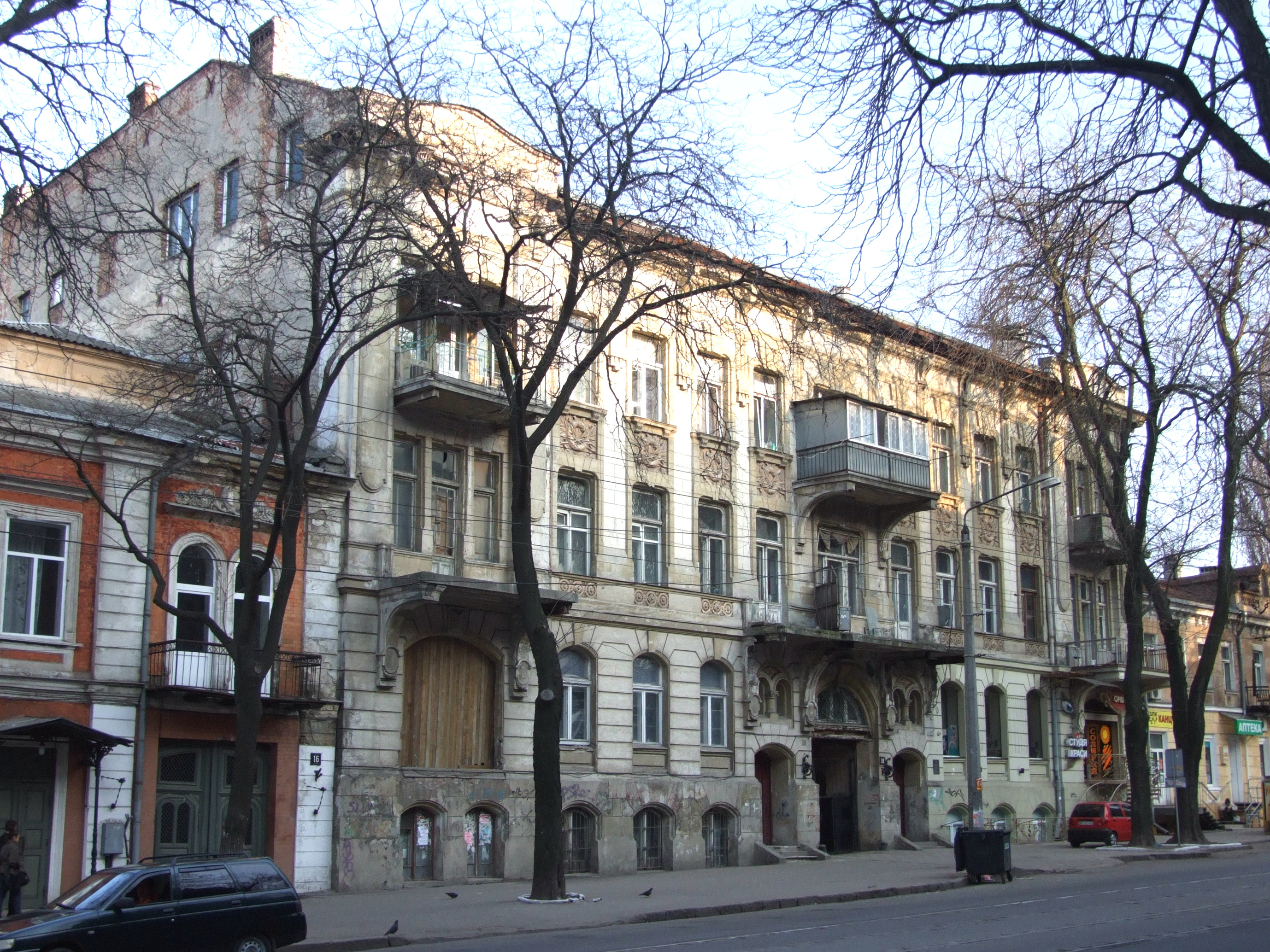
Kamienica Maszewskiego
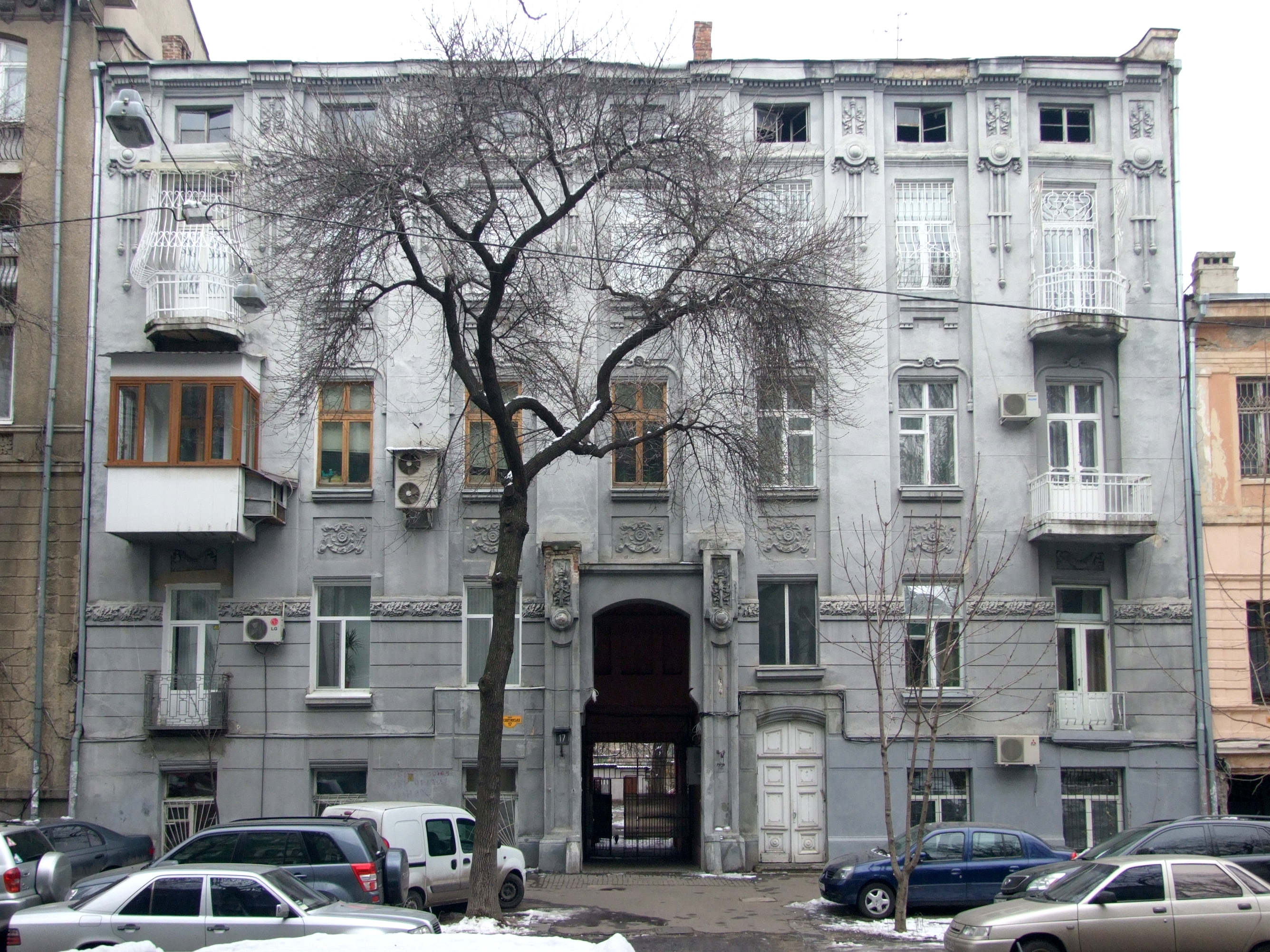
Kamienica Gajewskiego
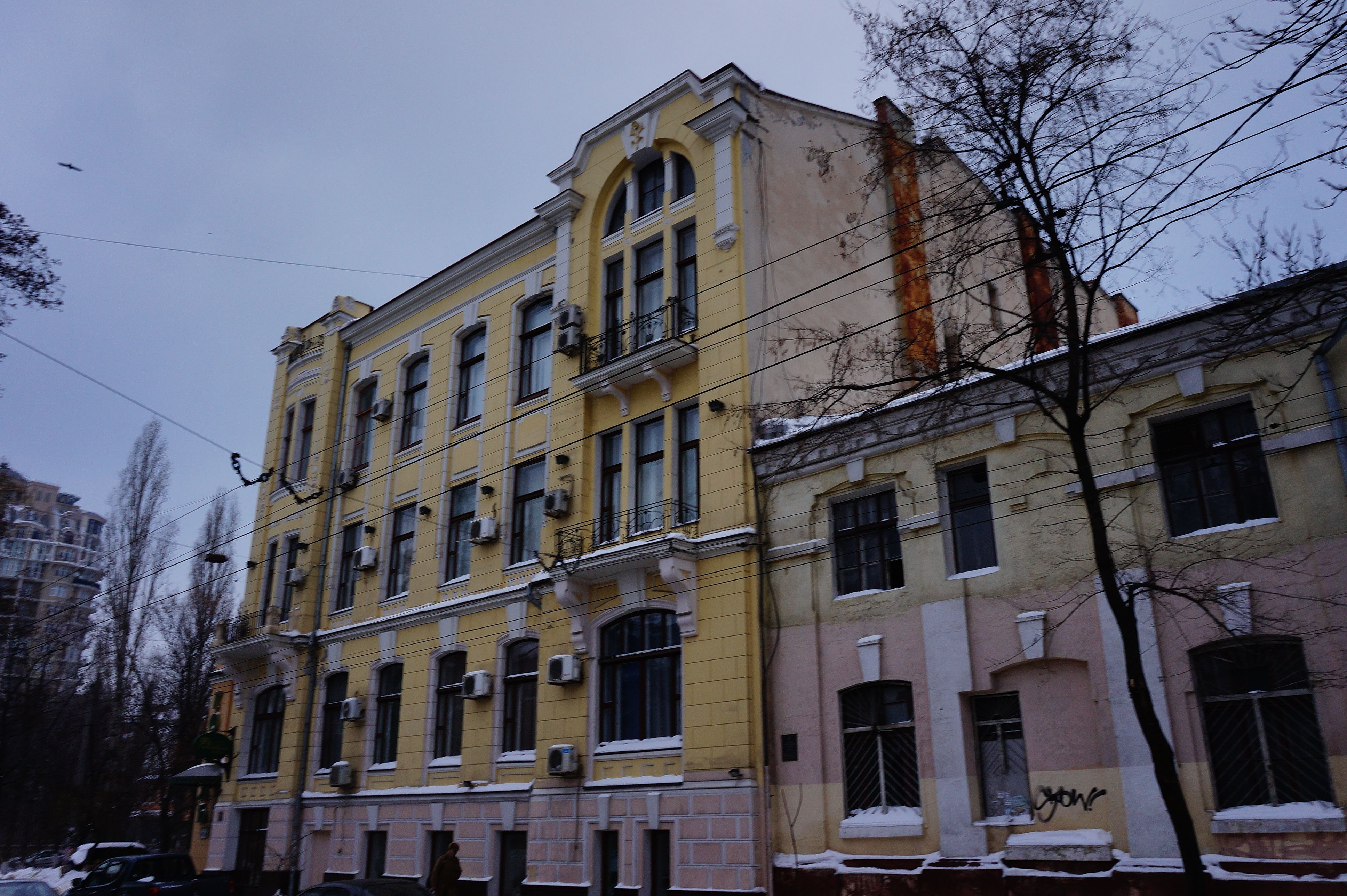
Kamienica Brodskiego, ok. 1900